# Pflanzensippe
Als Pflanzensippe  wird in der Botanik eine systematische Einheit bezeichnet, die eine natürliche Verwandtschaftseinheit, unabhängig von einer Rangstufe (Taxon) darstellt. Idealerweise entspricht jede Pflanzensippe einem Taxon wie beispielsweise einer Art, Gattung, Familie oder Ordnung. Der Begriff ist aber auf keine bestimmte Rangstufe in der hierarchischen Ordnung der Sippensystematik festgelegt, sondern umschreibt die systematische Einheit Taxonunabhängig.
Der Begriff wird meist jedoch nur für niedrige Rangstufen verwendet, kann also etwa Varietäten, Formen, oder aber züchterische Sorten beschreiben. Der Begriff ermöglicht, Einheiten zusammenzufassen, bevor die taxonomische Zuordnung geklärt ist, oder solange sie unklar ist.
Bastardsippe nennt man eine Formengruppe, die durch Bastardisierung entstanden ist, und deren Individuen darum nicht präzise zugeordnet werden können.
Die Gesamtheit aller Pflanzensippen eines Gebiets wird als dessen Flora bezeichnet.